# Mezinárodní letiště Tchaj-wan Tchao-jüan
Mezinárodní letiště Tchaj-wan Tchao-jüan (čínsky 臺灣桃園國際機場, Táiwān Táoyuán Gúojì Jīchǎng Táoyuán Jīchǎng, IATA: TPE, ICAO: RCTP) je mezinárodní letiště, které leží v severní části Tchaj-wanu. Nachází se 30 km západně od Tchaj-peje ve čtvrti Ta-jüan centrálně spravovaného města Tchao-jüan. Je to největší a nejrušnější tchajwanské letiště. V roce 2018 odbavilo letiště celkem 46,5 milionu cestujících.
Letiště bylo otevřeno v roce 1979 pod názvem Mezinárodní letiště Čankajšek a používalo tento název do roku 2006. Je významným regionálním centrem překládání zboží, uzlové letiště osobní přepravy a brána do destinací v Číny a zbytku Asie. Letiště je i hlavním uzlovým letištěm pro letecké společnosti China Airlines a EVA Air. Nahradilo letiště Sung-šan, které dnes slouží pouze pro lety do a z Číny a vnitrostátní lety.

## Infrastruktura
Letiště Tchao-jüan tvoří dva terminály, třetí je ve výstavbě. Od roku 2017 letiště s hlavním městem Tchaj-pej a přilehlým městem Tchao-jüan spojuje linka metra. Expresním spojem trvá cesta z letiště do centra Tchaj-peje 35 minut. Letiště je také napojeno na nedalekou stanici vysokorychlostní vlakové tratě HSR.

### Terminál 1
Terminál 1 je původní terminál letiště. Konstrukce budovy je založena na hlavním terminálu washingtonského Dullesova letiště. Pětipodlažní terminál o rozloze 169 500 m² byl spolu s letištěm otevřen v roce 1979, aby usnadnil dopravu přeplněného letiště Sung-šan. Všechny lety ze staršího letiště se pak přesunuly do nového terminálu. Na letišti je 18 bran, z nichž každá obsahuje svůj vlastní nástupní most (jetway). Hlavní budova obsahuje check-in, zavazadlový pás a bezpečnostní kontrolu. Původní barva terminálu byla bílá, znečištěním ovzduší se ale změnila na žlutou.

### Terminál 2
Tvoří jej dvě strany, a to jižní a severní. Jižní byla postavena v roce 2000, zatímco severní v roce 2005. Obsahuje 10 bran se dvěma nástupními mosty, bezpečnostní kontrolu a pasovou kontrolu. Zařízení má rozlohu 318 000 m² a je schopné zvládnout až 17 milionů cestujících ročně.